# Syzygium cormiflorum
Espèce
Classification phylogénétique
Syzygium cormiflorum, appelé communément satinache bosselé, est une espèce de plantes à fleurs de la famille des Myrtaceae. C'est un arbre trouvé en Australie.

## Description
Syzygium cormiflorum peut atteindre 30 m de hauteur dans une forêt humide avec un tronc de 1 m de diamètre à hauteur de poitrine. Les arbres avec des fleurs sur les branches deviennent plus gros que ceux avec des fleurs sur le tronc. Le tronc dans cette dernière forme a une texture bosselée prononcée. Les grands spécimens peuvent avoir des troncs à contrefort. L'écorce est fibreuse et floconneuse. Les feuilles ont une longueur de 6 à 21 cm et une largeur de 2,5 à 11,5 cm, avec une moyenne d'environ 12,7 sur 5,5 cm. Les fleurs apparaissent sur le tronc ou sur les grosses branches presque tous les mois de l'année, sauf en décembre et janvier, mais atteignent leur maximum de juillet à septembre. Viennent ensuite des fruits blancs ou crémeux de 3 à 6 cm de diamètre.

## Répartition
Syzygium cormiflorum se trouve dans le nord-est de l'Australie, dans le Queensland, de Townsville au parc national d'Iron Range, dans des forêts humides, à une altitude de 1 200 m, les formes cauliflores étant plus courantes à haute altitude et les formes ramifloreuses à basse altitude.

## Écologie
Le fruit n'est pas particulièrement agréable pour l'homme. Le casoar à casque mange les fruits et les fleurs. La fourmi Anonychomyrma gilberti forme de vastes tunnels dans les formes cauliflores, particulièrement au niveau des bosses où les fleurs poussent.

## Utilisation
Syzygium cormiflorum croît rarement dans les jardins. Généralement propagé à partir de graines, la floraison peut prendre de 8 à 12 ans. Elle peut être cultivée dans le climat subtropical humide.

## Source de la traduction
- (en) Cet article est partiellement ou en totalité issu de l’article de Wikipédia en anglais intitulé « Syzygium cormiflorum » (voir la liste des auteurs).